# OMAKE CHANNEL
OMAKE CHANNEL（オマケチャンネル）は、アップフロントグループに所属しているハロー!プロジェクトのメンバーとそのOGが出演するYouTubeチャンネルである。2018年8月1日から更新が行われている。

## 概要
- 番組開始以降、基本的にハロー!プロジェクトに所属している全グループが出演している。また、OGの矢島舞美（元℃-ute）と宮崎由加も出演。
- オープニング曲は基本的にこぶしファクトリーの「きっと私は」のアウトロ部分が使用されている。
- チャンネルの概要欄にはハロー!プロジェクトの公式であることは明記されておらず、"短い時間でお楽しみいただける動画を公開。"とだけ書かれているものの、公式ホームページがリンクされていることや、Twitterなどで動画更新の告知をしていることからも、ハロー!プロジェクトの公式YouTubeチャンネルの一つであると言える。
- ハロー!プロジェクトで他に運営している「ハロ!ステ」「アプカミ」とは異なり、チャンネルの更新頻度は不定期となっている。
- 2021年11月29日現在、当チャンネルの最多出演はJuice=Juiceの段原瑠々[1]。

## 出演者

### 現在の出演者
- ハロー!プロジェクト
  - モーニング娘。’25
  - アンジュルム
  - Juice=Juice
  - つばきファクトリー
  - BEYOOOOONDS
  - OCHA NORMA（ハロプロ研修生ユニット）
  - ロージークロニクル

### 過去の出演者
- 矢島舞美（元 ℃-ute）
- 宮崎由加（元 Juice=Juice）
- ハロー!プロジェクト
  - カントリー・ガールズ
  - こぶしファクトリー

## 現在更新されている主なシリーズ

### 自撮りアカペラ
2018年8月3日 - 
- ハロー!プロジェクトの楽曲をメンバーがアカペラで歌唱したものを自撮りする企画。
- 初回はモーニング娘。の譜久村聖と生田衣梨奈が参加。

### MV鑑賞会
2018年10月15日 - 
- ハロー!プロジェクトのメンバーが、新曲のミュージック・ビデオを初めて鑑賞する様子を収録した企画。
- 2025年2月現在、公開されているのは以下の楽曲である。
  - モーニング娘。「KOKORO&KARADA/LOVEペディア/人間関係No way way」「純情エビデンス/ギューされたいだけなのに」「Teenage Solution/よしよししてほしいの/ビートの惑星」「Chu Chu Chu 僕らの未来/大・人生 Never Been Better!」「Swing Swing Paradise/Happy birthday to Me!」「すっごいFEVER!/Wake-up Call〜目覚めるとき〜/Neverending Shine」「なんだかセンチメンタルな時の歌/最KIYOU」「勇敢なダンス」「気になるその気の歌/明るく良い子」
  - アンジュルム「タデ食う虫もLike it!/46億年LOVE」「私を創るのは私」「限りあるMoment/ミラー・ミラー」「はっきりしようぜ/泳げないMermaid/愛されルート A or B?」「SHAKA SHAKA #2 LOVE カラフルライフ編」「愛・魔性/ハデにやっちゃいな!/愛すべきべき Human Life」「悔しいわ/Piece of Peace〜しあわせのパズル〜」「アイノケダモノ/同窓生」「RED LINE/ライフ イズ ビューティフル!」「美々たる一撃/うわさのナルシー/THANK YOU, HELLO GOOD BYE」「初恋、花冷え/悠々閑々 gonna be alright!!」「アンドロイドは夢を見るか?/光のうた」
  - Juice=Juice「DOWN TOWN/がんばれないよ」「プラスティック・ラブ/Familia/Future Smile」「全部賭けてGO!!/イニミニマニモ〜恋のライバル宣言〜」「プライド・ブライト/FUNKY FLUSHIN'」「トウキョウ・ブラー/ナイモノラブ/おあいこ」「Brilliance of memories」「初恋の亡霊/今夜はHearty Party」
  - こぶしファクトリー「青春の花/スタートライン」
  - つばきファクトリー「三回目のデート神話/ふわり、恋時計」「断捨ISM/イマナンジ?」「涙のヒロイン降板劇/ガラクタDIAMOND/約束・連絡・記念日」「アドレナリン・ダメ/弱さじゃないよ、恋は/アイドル天職音頭」「間違いじゃない 泣いたりしない/スキップ・スキップ・スキップ/君と僕の絆 feat.KIKI」「勇気 It's my Life!/妄想だけならフリーダム/でも…いいよ」「ベイビースパイダー/青春エクサバイト/鼓動OK?」「My Days for You/悲しみがとまらない」「大好きなのに、大好きだから」
  - BEYOOOOONDS「眼鏡の男の子/ニッポンノD・N・A!/Go Waist」「アツイ!」「ビタミンME」「激辛LOVE/Now Now Ningen/こんなハズジャナカッター!」「フレフレ・エブリデイ」「英雄〜笑って!ショパン先輩〜/ハムカツ黙示録」「求めよ…運命の旅人算/夢さえ描けない夜空には」「灰toダイヤモンド/Go City Go/フックの法則」「Do-Did-Done/あゝ君に転生」
  - OCHA NORMA「恋のクラウチングスタート」「運命 CHACHACHACHA〜N/ウチらの地元は地球じゃん!」「ちょっと情緒不安定?…夏/オチャノマ マホロバ イコイノバ〜昭和も令和もワッチャワチャ〜/シェケナーレ/ヨリドリ ME DREAM」「ちはやぶる/友達天体図」「女の愛想は武器じゃない/学校では教えてくれないこと」
  - ロージークロニクル「へいらっしゃい!〜ニッポンで会いましょう〜/ウブとズル」「夏のイナズマ/ガオガオガオ」
  - GOODM!X「カモン・ミックス!」
  - GOODM!X PREMIUM「ワタシ・プレミアム」

### SOLO DANCE SHOT
2020年4月23日 - 
- ハロー!プロジェクトのメンバーがソロで自らの楽曲のダンスを踊る企画。ダンスレクチャーとは違い、視聴者へ向けた振り付けの紹介は行わない。
- 初回は、アンジュルムの佐々木莉佳子が参加。

### 櫻井梨央「インストゥルメンタルのすばらしさを語りたい!!」
2022年8月27日 - 
- モーニング娘。の櫻井梨央がハロー!プロジェクト楽曲のインストゥルメンタルの魅力と、自身が推薦するマニアックな聴き所を紹介していく企画。
- 初回はソロでの動画を公開したが、2回目以降はハロー!プロジェクトから1名ゲストを招集している。

### 遠藤レポーター
2024年11月17日‐
- Juice=Juiceの遠藤彩加里がイベントやコンサート・MV撮影などの模様をレポートするコーナー
- 初回は「Juice=Juiceの日2024」の模様を公開（1人目の遠藤へのインタビューのみ前任の段原が担当し、2人目から遠藤が担当）

## 更新が終了した主なシリーズ

### ダンスレクチャー
2018年8月2日 - 2022年3月25日
- ハロー!プロジェクトのメンバーが自らの楽曲のダンスを紹介する企画。
- 初回は、Juice=Juiceの金澤朋子と段原瑠々が参加。
- 2022年3月25日公開、つばきファクトリーの浅倉樹々と河西結心の動画を最後に事実上終了。
- 以降はアップフロントグループのYouTubeチャンネル「アプカミ」において、主に非シングル曲を中心にダンスレクチャーを行っている。

### アカペラ&ボイスパーカッション
2018年9月10日 - 2019年12月27日
- こぶしファクトリーがハロー!プロジェクトの楽曲をアカペラとボイスパーカッションで披露する動画。
- 披露した曲は、「チョット愚直に!猪突猛進」「念には念（念入りver.）」「GO TO THE TOP!!」「LOVEマシーン」の4曲。
- 2020年3月のこぶしファクトリーの解散に伴い更新終了。全4回。

### 段原レポーター
2018年9月14日 - 2024年11月17日
- Juice=Juiceの段原瑠々が、イベントやコンサート、MVの裏側をレポートするコーナー。
- 初回は、「Juice=Juice LIVE GEAR 2018 〜Esperanza～」の9月11日公演のレポートの模様を公開。
- 2020年5月11日に公開された動画を最後に更新がストップしていたが、2024年11月17日、後輩の遠藤彩加里にレポーターを交代するために久々に登場。
- 他のグループのリポート動画にもそれぞれ「○○レポーター」と書かれている場合があり、つばきファクトリーは秋山眞緒、BEYOOOOONDSは岡村美波がレポーターを務めている。2019年12月に活動休止したカントリー・ガールズの動画では山木梨沙がアナウンサーを務めていた。

### チャレンジ部
2018年10月12日 - 2022年12月25日
- ハロプロチャレンジ部を自称する、小片リサ、小野瑞歩、秋山眞緒（いずれもつばきファクトリー）が色んなことにチャレンジする企画。
- 自己紹介では、小片が部長、小野が総長、秋山がCEOを名乗っているが、基本的には年長の小片が企画の進行をしている。
- 2020年に小片がつばきファクトリーを脱退したため「チャレンジ部」の活動も途絶えていたが、2022年に福田真琳が新たに参加。同年12月25日に公開された動画を最後に事実上終了。

### 懊悩あるあるストーリーズ
2019年4月16日 - 24日
- こぶしファクトリーの7thシングル「Oh No 懊悩/ハルウララ」の発売に合わせて撮影されたミニドラマ企画。
- 全5回の更新で、それぞれメンバーが交代で主演を務めている。

### 桜子発!桜紀行
2019年4月26日　- 2020年3月31日
- こぶしファクトリーのオフショットを、和田桜子が紹介する企画。
- 最後の動画の公開前日（2020年3月30日）に、こぶしファクトリーの解散及び、和田が芸能界を引退したため更新終了。全3回。

### ミニ!グリーディング
2019年5月27日 - 12月9日
- カントリー・ガールズのメンバーが、イメージ映像を自らプロデュースして撮影した企画。
- 企画開始時点のメンバー全員（山木梨沙、森戸知沙希、小関舞、船木結）が何らかの形で参加している。
- カントリー・ガールズ活動休止のため更新終了。全4回。

### 苦手克服企画
2019年7月8日 - 8月9日
- BEYOOOOONDSのメンバーが、メジャーデビューまでに克服したいことにチャレンジする企画。
- 第1回では、山﨑夢羽が金澤朋子（Juice=Juice）の協力のもと「猫をだっこすること」を克服。
- 第2回では、岡村美波が前田こころの協力のもと「炭酸飲料」を克服。
- 第3回では、一岡伶奈と江口紗耶が2人で「苦手な野菜」を克服。
- 上記の全3回で終了。

### ビデオ通話
2019年8月16日 - 2021年2月14日
- ハロー!プロジェクトのメンバーの動画を、スマートフォンのビデオ通話風に撮影・編集した企画。そのため、スマートフォンからの視聴が推奨されている。
- 初回は、Juice=Juiceの稲場愛香が参加。
- 2021年2月10日 - 14日の5日間は「バレンタインメッセージ」と称して、浅倉樹々・工藤由愛・上國料萌衣・北川莉央・島倉りかの5名が1人ずつ動画を更新した。これらの動画を最後に事実上終了。

### イベント衣装抽選会
2019年12月20日 - 2020年12月26日
- つばきファクトリーの6thシングル「意識高い乙女のジレンマ/抱きしめられてみたい」発売記念イベント「OMAKEチャンネル連動企画”私の衣装は何?”in 飯田橋」（2020年2月23日にベルサール飯田橋ファーストで開催予定だったが延期し、同年11月23日に振替で開催）でメンバーが着る抽選会、及びイベントのレポートの模様を撮影した動画。
- 上記の全2回で終了。

### 宮崎由加的石川旅
2020年1月21日 - 2021年3月10日
- 石川県出身の宮崎由加による、地元石川県の情報番組企画。ハロー!プロジェクトOGとしては当チャンネルで初めてのシリーズ企画。全19回。

### 歌唱順抽選会
2020年7月16日 - 9月29日
- 2020年7月11日から9月5日まで開催されていたハロー!プロジェクトのコンサートツアー「Hello! Project 2020 Summer COVERS 〜The Ballad〜」、及び同年10月12日に開催された「Hello! Project 2020 Autumn ～The Ballad～ Extra Number」の歌唱順の抽選会をする様子を収録した企画。
- 夏のコンサートツアー、及び日本武道館でのコンサートの終了と共に更新も終了。全10回。

### 10番勝負
2021年4月2日 - 4月17日
- アンジュルムの上國料萌衣と新メンバー（川名凜・為永幸音・松本わかな）による企画。見届け人兼司会で橋迫鈴も参加している。
- 上記の「『Hello! Project 2020 Summer COVERS 〜The Ballad〜』歌唱順抽選会」で、上國料萌衣が同チャンネルの企画発案権を獲得したことによるものである。
- 2020年3月〜4月にアンジュルムチャンネルで公開した同名の企画をなぞったものである。
- 前編・中編・後編の全3回で終了。

### 餃子パーティー
2021年5月4日 - 5月18日
- つばきファクトリーの岸本ゆめのと新沼希空による企画。
- 上記の「『Hello! Project 2020 Summer COVERS 〜The Ballad〜』歌唱順抽選会」で、岸本ゆめのが同チャンネルの企画発案権を獲得したことによるものである。
- 全3回で終了。